# Dianthus gredensis
El clavel de Gredos (Dianthus gredensis) es una planta herbácea de la familia de las cariofiláceas.

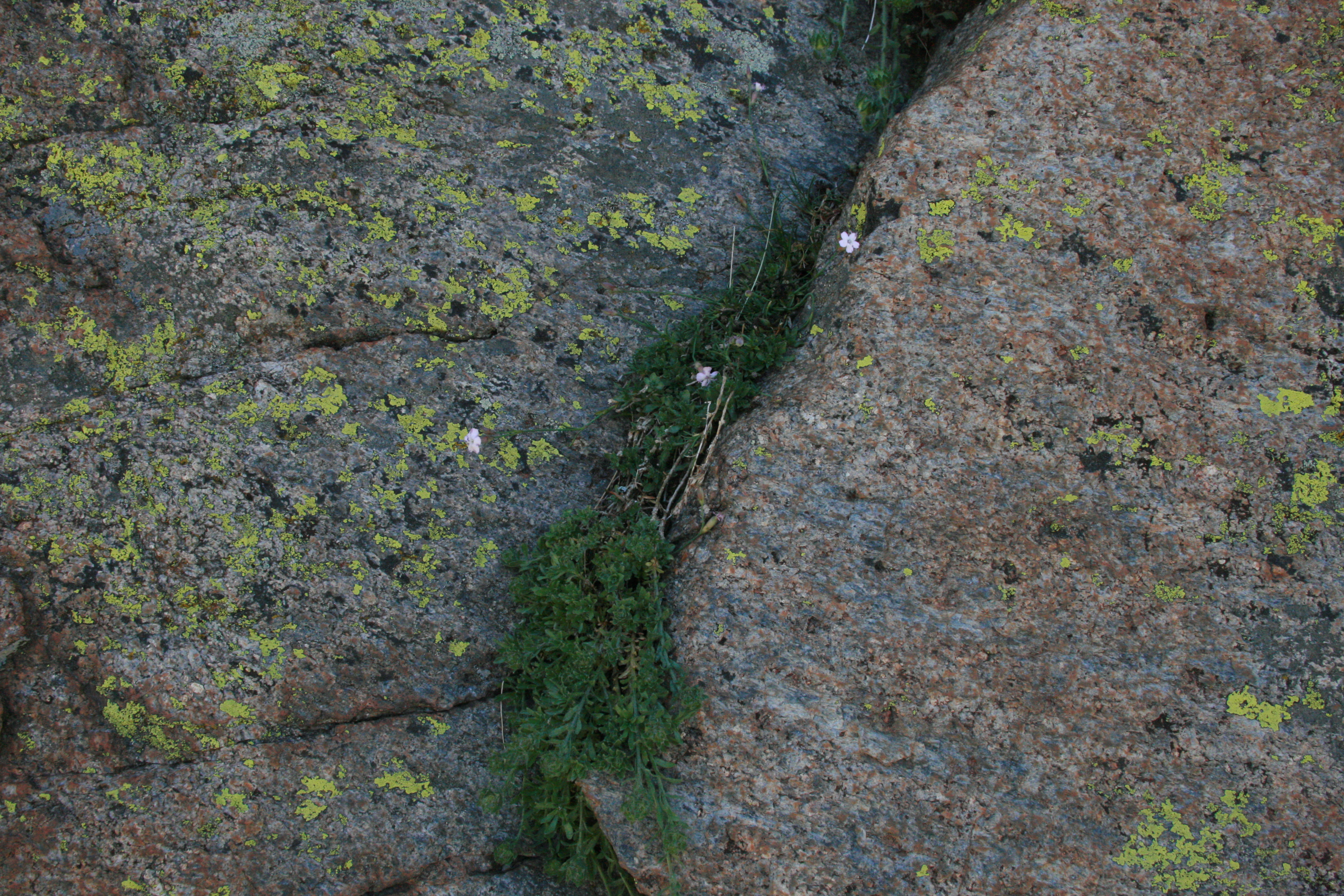
En su hábitat

## Descripción
Planta perenne, densamente cespitosa, con cepa leñosa. Tallos floríferos de (3-)10-25(-30) cm, ascendentes, densamente papilosos. Hojas opuestas, canaliculadas, algo rígidas, flores con el cáliz cilíndrico, tubular, algo inflado, de 7-12 mm de longitud; corola de aproximadamente 1 cm de diámetro, con pétalos glabros de color rosado. Fruto en cápsula incluida en el cáliz. florece en primavera y en el verano.

## Distribución y hábitat
Endemismo de la Sierra de Gredos en España. Abunda tanto en los cervunales como en los prados de cumbres a partir de 1800 m de altitud. Este clavel fue descrito en 1945 por el botánico Arturo Caballero, quién atribuyó el hallazgo a Carlos Pau.

## Taxonomía
Dianthus gredensis fue descrita por Pau ex Caball. in Anales Jard. Bot. Madrid 5: 512, 521 (1945)
Citología
Número de cromosomas de Dianthus deltoides (Fam. Caryophyllaceae) y táxones infraespecíficos: 2n=30
Etimología
Dianthus: nombre genérico que procede de las palabras griegas Diós («de Zeus») y anthos («flor»), y ya fue citado por el botánico griego Teofrasto.
gredensis: epíteto latino que significa "de Gredos".
Sinonimia
- Dianthus brachyanthus subsp. gredensis (Pau ex Caball.) Rivas Mart. in Anales Inst. Bot. Cavanilles 21: 212 (1964)
- Dianthus langeanus subsp. gredensis (Pau ex Caball.) Rivas Mart., Fern.Gonz. & Sánchez Mata in Opusc. Bot. Pharm. Complutense 2: 108 (1986)
- Dianthus subacaulis subsp. gredensis (Pau ex Caball.) Rivas Mart. in Publ. Inst. Biol. Aplicada 42: 115 (1967)
- Dianthus brachyanthus auct.@@
- Dianthus langeanus auct.